# Универсальная ракета
«Универса́льная раке́та» или «УР» — семейство российских, ранее советских, МБР и ракет-носителей разработки НПО Машиностроения (г. Реутов). Целью серии была унификация советских ракет-носителей, проводимая ГКЦ им. Хруничева. Изначально планировалось целое семейство ракет, из которого сохранилось в эксплуатации лишь несколько. Вдобавок, МБР «УР-500» стала базовой моделью для РН «Протон».

## УР-100
Серия МБР «УР-100». На базе боевых ракет этой серии были разработаны космические ракеты-носители «Рокот» и «Стрела».

## УР-200
Серия МБР «УР-200» (индекс — 8К81) была семейством баллистических ракет бо́льшего размера по сравнению с предыдущей серией, которые могли быть использованы также как ракеты-носители. До закрытия программы было выполнено девять испытательных полётов между 4 ноября 1963 года и 20 октября 1964 года.

## УР-500
Серия МБР «УР-500» была семейством баллистических ракет очень большого размера. Программа применения УР-500 в качестве МБР была завершена после двух полётов в 1964—1965 году. Использование УР-500 продолжается в качестве трёхступенчатой тяжёлой РН «Протон».

## УР-700

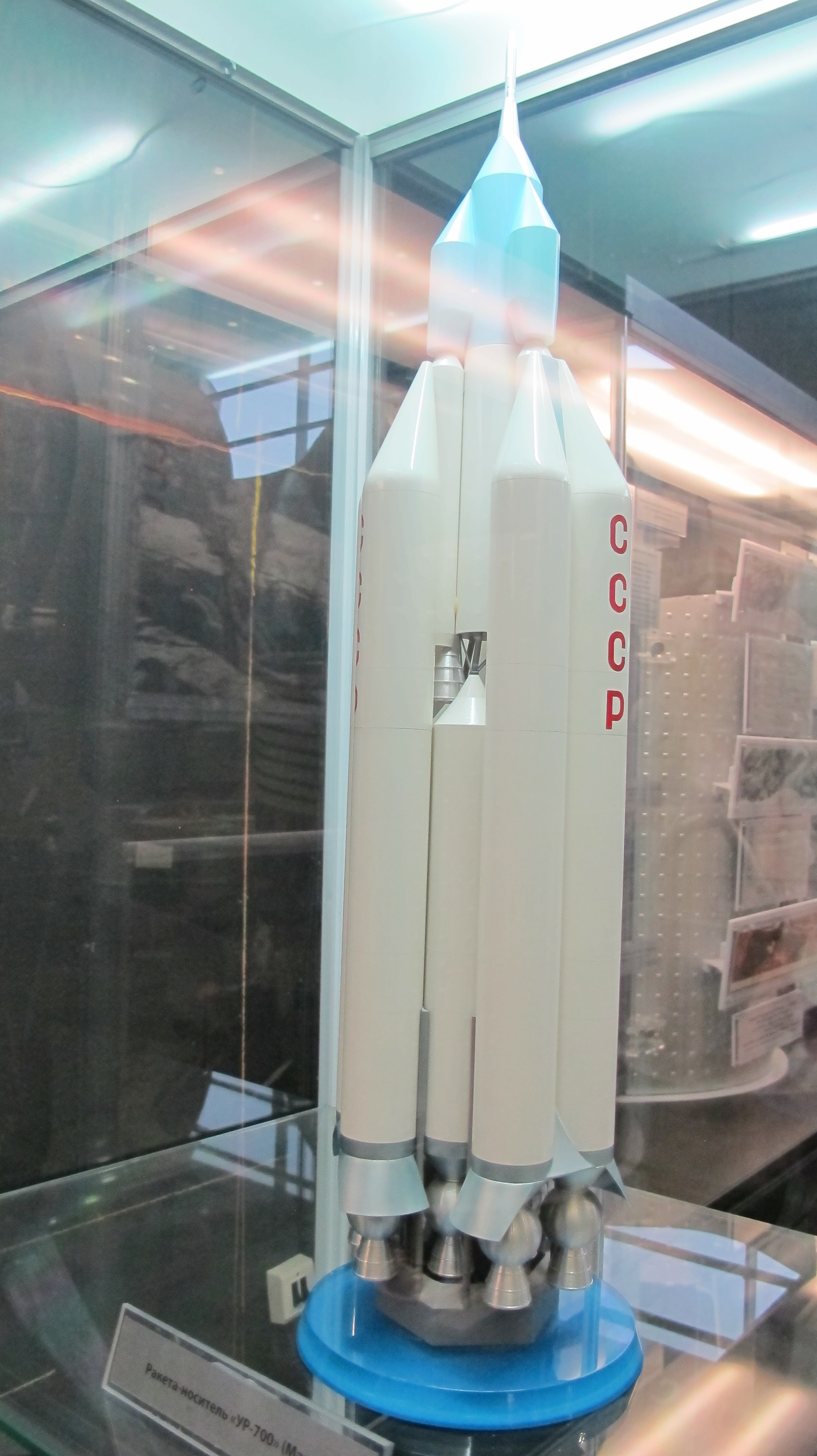
УР-700

Основным предназначением серии было создание сверхтяжёлой ракеты-носителя в рамках советской лунной программы с грузоподъёмностью на низкую опорную орбиту (НОО) от 150 т до 225 т и со стартовой массой порядка 4 500 — 5 000 т. Длина УР-700 вместе с ЛК-700 составила бы около 75 м. Характерной особенностью является вариант третьей ступени с использованием чрезвычайно токсичной пары компонентов F2/H2 и вариант третьей ступени с использованием ядерного ракетного двигателя для полёта на Марс. Различные версии предполагали использование частей от «УР-500».
В рамках этой серии не было произведено ни одной ракеты-носителя и полномасштабных испытаний не проводилось в связи с решением правительства разрабатывать сверхтяжёлую ракету Н-1 КБ Королёва, а конкурирующие разработки сверхтяжёлых ракет Р-56 КБ Янгеля и УР-700 КБ Челомея прекратить. Данный инициативный проект КБ Челомея остановился на этапе создания уменьшенных моделей, на которых производились статические, динамические и гидравлические испытания. Одна из моделей сохранилась. Был разработан и доведён до экспериментальных моделей базовый двигатель первой ступени ЖРД РД-270. На первую ступень ракеты планировалось устанавливать девять таких двигателей.

## УР-900
Основным предназначением серии было создание сверхтяжёлой ракеты-носителя с грузоподъёмностью на НОО от 225 т. В рамках этой серии не было произведено ни одной ракеты-носителя и испытания не производились.